# Агум II
Агум II (Агум Как-риме; ) — первый известный нам кассийский царь Вавилонии приблизительно в 1571—1549 годах до н. э. Представитель III Вавилонской (касситской) династии.

## Биография
Собственных надписей Агума II Какриме не сохранилось, есть только более поздняя копия, переписанная для библиотеки Ашшурбанапала. Агум II происходил, вероятно, из рода касситских правителей Ханы и являлся потомком Агума I и Каштилиаша I, на что указывает сохранение, как раз, этих имён в династии Агума II, хотя они не принадлежали к числу частых в среде касситского населения. В своей знаменитой надписи Агум II представляется как «сын Уршигурумаша, потомок Абиратташа, герой-богатырь, отпрыск Каштилиаша, первый по старшинству наследник Агума Старшего, чистое семя Шукамуны, поставленный Ану и Энлилем, Эа, Мардуком, Сином и Шамашем, сильный человек воинственной Иштар». Его прозвище Как-риме переводится как «меч милости», хотя некоторые исследователи читают Какриме как одно слово, которое считают касситским и оставляют без перевода.
Видимо, Агум, царь Ханы, захватил Вавилон, вытеснив оттуда царя Страны Моря Гулькишара. В состав царства Агума входила уже довольно обширная территория. Титулатура Агума называет его «царём касситов и аккадцев, царём обширной страны Вавилон, заселившим Туплиаш (касситское название Эшнунны), царём Альмана и Падана (корённые области обитания касситских племён в верховьях реки Диялы и её притоков), царём гутиев (то есть горцев Загроса)». Агум в своей надписи сообщает, что он «вернул бога Мардука и его жену Царпанит (то есть их статуи) из далёкой Ханы, в которой они пребывали 24 года». Принято считать, что эти идолы были похищены во время вторжения хеттов в Вавилон при Мурсили I в 1595 году до н. э. и по дороге домой были оставлены в Хане, своим союзникам касситам. Таким образом их возвращение в Вавилон спустя 24 года должно было произойти в 1571 году до н. э.. Предпринятое Агумом II возвращение богов Вавилона в их древнее святилище явилось актом огромного значения: никто не мог претендовать на легитимный царский статус, не взяв прежде всего «за руку Мардука»; делая это, царь Агум надеялся заручиться лояльностью своих только что завоёванных подданных и поддержкой жречества.
Показательно отсутствие упоминания Ханы в царской титулатуре Агума. Видно Агум Хану утерял. Таким образом, возможно, что возвращение статуи Мардука и его жены Царпанит оттуда в Вавилон не только символ принятых на себя традиций Вавилонского царства касситской династией, но и действие вынужденное, так как Хану пришлось покинуть. О причине утери Ханы касситами прямых сведений нет, но её можно угадать. Действительно, на середину XVI века до н. э. падает образование в Верхней Месопотамии обширной и сильной хурритской державы Митанни.
Также Агум не называет себя «царём Шумера», так как его власть распространилась не на всю Нижнюю Месопотамию. На юге страны продолжала властвовать династия Страны Моря. Формулировка Агума — «заселивший Туплиаш (Эшнунну)» — вероятно указывает на недавнюю войну в районе Эшнунны, в результате которой город был полностью разрушен и впоследствии его пришлось заново отстраивать и заселять. Видимо, эта война была вызвана необходимостью наладить связь Агума с коренными местами обитания касситских племён, дорога к которым вела через долину реки Диялы.
Правил Агум II 22 года.
| III Вавилонская (Касситская) династия |                                                         |                          |
| Предшественник: Типтакзи              | царь Ханы XV век до н. э.                               | Преемник: Бурна-Буриаш I |
| Предшественник: Гулькишар             | царь Вавилона ок. 1571 — 1549 до н. э. (правил 22 года) | Преемник: Бурна-Буриаш I |